# Mosaico hidráulico

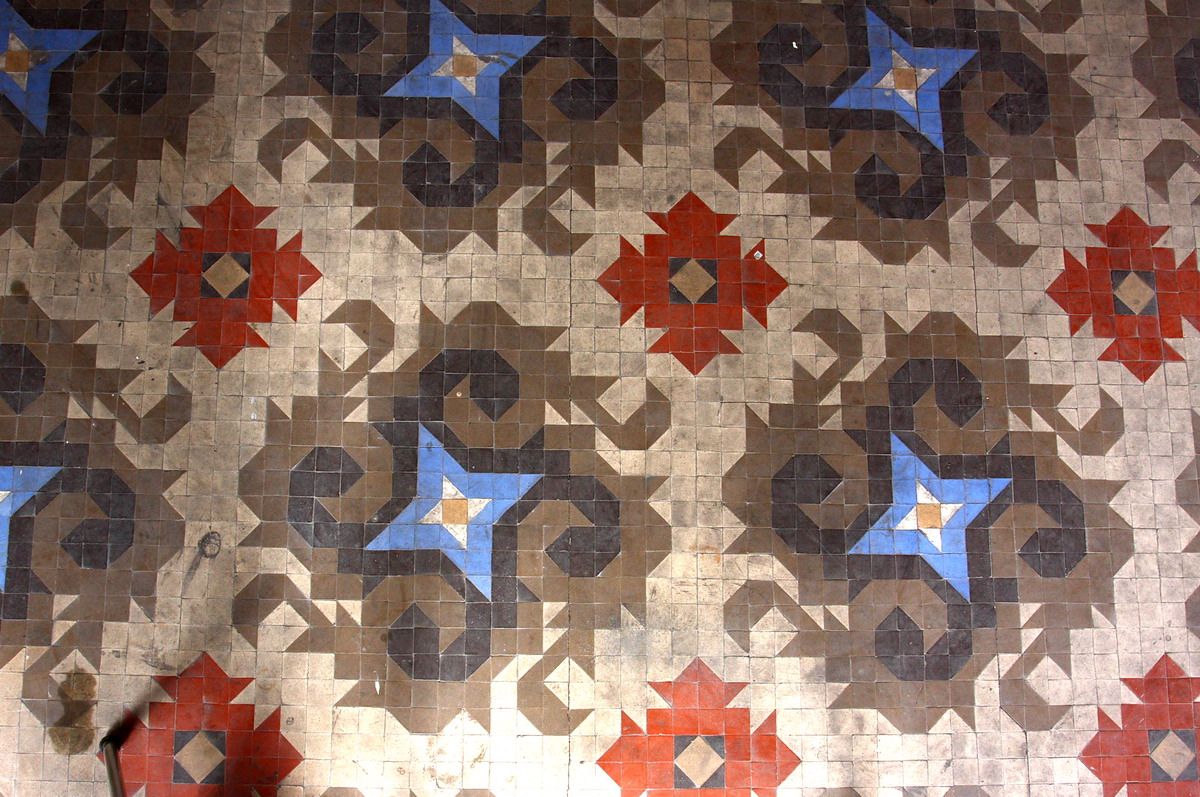
Mosaico Nolla de baldosa pequeña para formar pseudo-teselas, perteneciente a la Casa Burés en Barcelona, no es hidráulico.

Un mosaico hidráulico es una baldosa decorativa de cemento pigmentado, de uso interior y exterior. Inventado en España a mediados del siglo XIX, fue usado como pavimento en las construcciones hasta los años 1960.
El proceso de fabricación se caracteriza por el uso de moldes metálicos («trepas») para la aplicación de los colores, que posteriormente son fijados a la base de cemento mediante el uso de prensa hidráulica.

## Historia

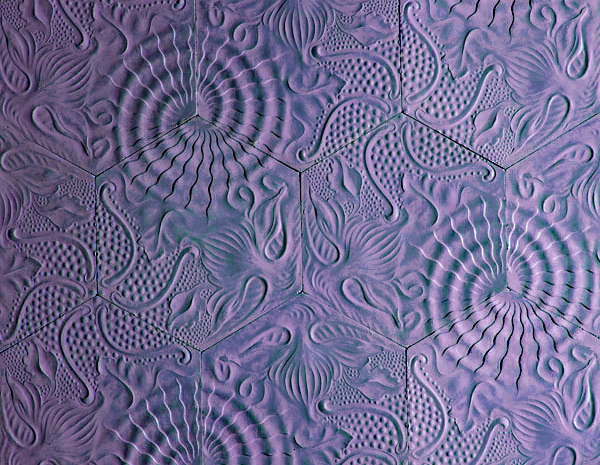
Pavimento hidráulico diseñado por Gaudí y colocado en el Paseo de Gracia de Barcelona.

Las primeras referencias son de 1857 si bien su consolidación como producto alternativo a la piedra natural (mármol principalmente) fue en la Exposición Universal de París de 1867 donde la empresa barcelonesa Garret, Rivet y Cía. lo presentaba como un tipo de baldosa que no requería cocción sino que se consolidaba mediante prensas. Las medidas de las baldosas eran básicamente de 10 x 10, 15 x 15, 20 x 20, 25 x 25 y 40 x40 cm, pero las más habituales fueron las de 20 x20.
Tras la moda de los elegantes suelos Minton, el suelo hidráulico se popularizó siendo una forma más económica de conseguir una apariencia similar. 
La coincidencia de esta técnica con el desarrollo del modernismo hizo que los diseños fueran más complejos y artísticos y que los fabricantes contaran con los diseñadores de moda entre sus colaboradores, como Alexandre de Riquer, Domènech i Montaner, Josep Puig i Cadafalch, Josep Pascó y Enric Sagnier. Antoni Gaudí diseñó un único pavimento, para la Casa Batlló, que finalmente no se colocó en esta casa pero sí en la Casa Milà y que ahora pavimenta las aceras del Paseo de Gracia de Barcelona. Los dibujos representaban formas geométricas, florales o vegetales. Los diseños más sencillos tenían un dibujo que se repetía y combinaba pieza a pieza. Generalmente los decoradores componían los diseños simulando una alfombra que ocupaba toda la habitación y que requería baldosas que conformaran una cenefa perimetral. También era habitual que la composición de la imagen final se obtuviera con la combinación de 2, 4 o 6 piezas diferentes, lo que complicaba de forma notable la producción e instalación.
Los principios del mosaico hidráulico mostraron bien pronto las enormes posibilidades que este tenía. Los primeros diseños partían de una intención decorativa donde abundaban los diseños de mosaicos geométricos y florales. Fundamentalmente estaban pensados para las casas palacio del siglo XIX tan presentes en algunas ciudades de la geografía española como Vitoria, Sevilla o la misma Barcelona. Por añadido, en el caso de Sevilla fue el elemento protagonista del emblemático monumento de Plaza de España.
Naturalmente, también presentes en algunas ciudades de Francia o sus poblaciones rurales. Así pues, la intención inicial era hacer del mosaico hidráulico una pieza artesanal cuyo diseño diera la sensación de lucir como una colorida alfombra.
No fue hasta más tarde que algunos diseñadores empezaron a hacer sus propios diseños. Este punto es importante al hacer referencia al mosaico hidráulico y su historia, ya que explica en gran parte porqué esta pieza tuvo tanto éxito. Como hemos dicho, el mosaico hidráulico es una obra artesanal. Esto se debe a que nos da la posibilidad de hacer un diseño totalmente único. Básicamente el mosaico hidráulico permite cualquier diseño. Eso hizo que los diseñadores se animaran a probar sus propias combinaciones de colores, diseños y texturas.
Entre ellos, además de Domènech o Puig y Calafach debemos destacar los diseños de Gaudí. En concreto, los de este aún pueden encontrarse en el Paseo de Gracia así como en la casa Milà.

## Proceso de fabricación y colocación
El mosaico hidráulico se fabricaba pieza a pieza. El artesano elegía los colores que iba a utilizar y preparaba una pasta con agua, mezclando polvo de mármol blanco, cemento blanco, arena y pigmentos.
Este preparado se vertía en la «trepa», que consiste en un molde que integra unos separadores de bronce o latón encajados dentro de un marco. Cada espacio se llenaba con su color correspondiente. Cuantas más tonalidades tuviera el dibujo, más tiempo para su elaboración era necesario, por lo que el coste de la loseta aumentaba. Esta capa, la decorada, que es la que era visible cuando estaba colocada, tenía unos 4-5mm de espesor.
Cuando la «trepa» se había llenado con las diferentes pastas de colores, se añadía una segunda capa, de un grosor similar, formada por una mezcla de cemento gris y arena, con la función de absorber el exceso de agua de la primera. Finalmente se terminaba de llenar hasta los 20 o 25 mm que solía tener el grueso del ladrillo, con la capa de apoyo, constituida por cemento gris, cemento común y arena, de textura más porosa para facilitar la adherencia en su colocación. El molde rellenado se colocaba bajo una prensa hidráulica que la comprimía. Después, se extraía del molde, se dejaba secar y se sumergía en agua durante 24 horas. Para que el cemento quedase perfectamente endurecido, las baldosas se rociaban con agua y se ponían en una cámara húmeda durante 28 días, que es el tiempo que tarda el cemento en endurecerse debido al proceso químico iniciado gracias al agua. De ahí recibe el nombre de hidráulico y no del hecho de emplear prensas hidráulicas (en un principio las prensas eran manuales).
Es importante remarcar que si bien su uso ha disminuido, todavía existen muchas fábricas que los siguen realizando de la manera tradicional tanto para su uso en la restauración de antiguas casas, como para ser colocados en propiedades nuevas.
El sistema de fabricación del suelo hidráulico no ha cambiado prácticamente nada desde sus orígenes.
Las baldosas hidráulicas no están hechas de barro o adobe, ni cocidas, como en el caso de las baldosas de cerámica. Como su nombre lo indica, estos suelos están hechos de cemento comprimido con prensas hidráulicas. Esto les confiere una gran resistencia y solidez.
Además de su resistencia, estas baldosas se caracterizan por su versatilidad, su gran variedad de dibujos y de colores naturales que las hacen aptas tanto para interiores como exteriores.

## Ventajas y desventajas de usar mosaico hidráulico en las calzadas
El pavimento hidráulico puede soportar grandes cargas, es decir, gran cantidad de autos pesados circulando sin deformarse. Debido a esto, también tiene una vida útil bastante larga. Tiende a mejorar la visibilidad, no se deforma y permite que los vehículos tengan un mejor deslizamiento en las curvas. Otra ventaja importante es que no brinda restricciones a los autos cuando se encuentran en movimiento, por lo que implica ahorro en el consumo de la gasolina.
Suele ser un poco más resbaladizo que el asfalto, por lo que en temporada de lluvias o en determinadas circunstancias de conducción, el uso de mosaico hidráulico puede significar una desventaja e incluso un peligro para el conductor.